# Operatie Bodenplatte

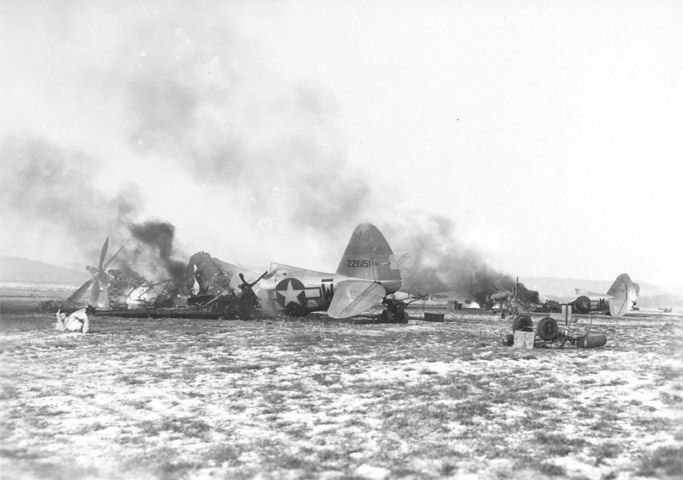
Vernietigde P-47 Thunderbolts op de luchtmachtbasis Metz-Frescaty

Operatie Bodenplatte (Duits: Unternehmen Bodenplatte) was een luchtaanval door ongeveer 1.100 jachtvliegtuigen van de Duitse Luftwaffe op geallieerde vliegvelden in Nederland, België, Luxemburg en Noord-Frankrijk in de vroege ochtend van 1 januari 1945. Het doel was om vijandelijke vliegvelden, hangars en vliegtuigen dicht bij het front van het Ardennenoffensief uit te schakelen om de last op de Wehrmacht te verlichten.
Hoewel er 495 geallieerde vliegtuigen werden vernietigd of beschadigd, vielen de resultaten tegen door hoge eigen verliezen, waaronder ervaren piloten en 292 Duitse vliegtuigen. De Luftwaffe kon de verliezen veel moeilijker aanvullen dan de geallieerden en de numerieke verhouding wijzigde sterk in het nadeel van de Duitsers. Dit versnelde de ondergang van de Luftwaffe aanzienlijk en het werd hun laatste massale aanval in de oorlog.
De operatie werd in het grootste geheim voorbereid, wat een zware tol eiste. Piloten werden pas vlak voor vertrek geïnformeerd over hun doelen en veel Duitse toestellen werden neergehaald door eigen luchtafweer omdat de bemanning van het Duitse afweergeschut niet was geïnformeerd. Ook vlogen hele eskaders in het geconcentreerde afweervuur dat de geallieerden op de invliegroutes van de V-wapens hadden opgesteld, omdat sommige doelen samenvielen met die van de V-wapens. Hierdoor verloor de Luftwaffe veel vliegtuigen.